# Nancy Sinatra
Nancy Sandra Sinatra Jr. (Jersey City, 8. lipnja 1940.), pjevačica i glumica iz SAD. Kći je legendarnog pjevača Frank Sinatre i njegove prve supruge Nancy Barbato.

## Životopis
Popularnost je stekla sredinom 60-tih godina prošlog stoljeća s nekoliko pop pjesama. Najpoznatiju pjesma iz tog perioda "These Boots Are Made for Walkin" iz 1966. napisao je Lee Hazlewood, s kojim je dosta surađivala, a zajedno s bubnjarom Halom Blaineom i gitaristom Billy Strangeom snimila je i veliki broj drugih hitova.
Nancy Sinatra sa svojim je ocem pjevala u duetu pjesmu "Somethin' Stupid" 1967. koja je bila jedna od tri pjesme s kojima se Frank Sinatra popeo na vrh Billboard ljestvice. Pjesma “You Only Live Twice” bila je i glavna melodija u James Bondovu filmu Samo dvaput se živi iz 1967.
Mlađim generacijama Nancy Sinatra poznata je s pjesmom "Bang, Bang (My Baby Shot Me Down)" iz 1966. koju je Quentin Tarantino stavio u film Kill Bill 1 2003. godine. U njemačkom filmu Das wilde Leben iz 2007. su cover verziju pjevali Ville Valo i Natalia Avelon, koju su originalno izveli Nancy i Lee Hazlewood 1967.
Nancy Sinatra pjeva za izdavačku kuću Attack Records. Album Sugar bio je zabranjen u Bostonu zato što je Nancy Sinatra bila samo u bikiniju na prednjoj strani abuma. U dobi od 54 godine slikala se gola za Playboy.

Tijekom 60-tih godina imala je 21 pjesmu na Billboard Hot 100:
- "So Long, Babe" (1965. - #86)
- "These Boots Are Made for Walkin'" (1966. - #1)
- "How Does That Grab You, Darlin'?" (1966. - #7)
- "Friday's Child" (1966. - #36)
- "In Our Time" (1966. - #46)
- "Sugar Town" (1966. - #5)
- "Summer Wine" (s Lee Hazlewoodom) (1967. - #49)
- "Somethin' Stupid" (s Frank Sinatrom) (1967. - #1)
- "Love Eyes" (1967. - #15)
- "You Only Live Twice" (1967. - #44)
- "Jackson" (s Lee Hazlewoodom) (1967. - #14)
- "Lightning's Girl" (1967. - #24)
- "Lady Bird" (s Lee Hazlewoodom) (1967. - #20)
- "Tony Rome" (1967. - #83)
- "Some Velvet Morning" (s Leejem Hazlewoodom) (1968. - #24)
- "100 Years" (1968. - #69)
- "Happy" (1968. - #74)
- "Good Time Girl" (1968. - #65)
- "God Knows I Love You" (1968. - #97)
- "Here We Go Again" (1969. - #98)
- "Drummer Man" (1969. - #98)

## Diskografija
- Boots (1966.)
- How Does That Grab You? (1966.)
- Nancy in London (1966.)
- Country, My Way (1967.)
- Sugar (1967.)
- Movin' With Nancy (1968.)
- Nancy And Lee (1968.) (s Leejem Hazlewoodom)
- Nancy (1969.)
- Nancy And Lee Again (1971.) (s Leejom Hazlewoodom)
- Woman (1973.)
- Nancy And Mel (1981.) (s Melom Tillisom)
- One More Time (1995.)
- California Girl (2002.)
- How Does It Feel? (1999.)
- Nancy/Lee 3 (2004.) (s Leejom Hazlewoodom)
- Nancy Sinatra (2004.)

## Filmografija
- Get Yourself A College Girl (1964.)
- For Those Who Think Young (1964.)
- Marriage On The Rocks (1965.)
- The Ghost In The Invisible Bikini (1966.)
- The Last Of The Secret Agents (1966.)
- The Wild Angels (1966.)
- Speedway (1967.)
- Movin' With Nancy (1968.)

## Vanjske poveznice
- Službena stranica Nancy Sinatra
- Službena stranica obitelji Sinatra
- Stranica s tekstovima pjesama Nancy Sinatre  Arhivirana inačica izvorne stranice od 26. lipnja 2006. (Wayback Machine)